# 롤라드파

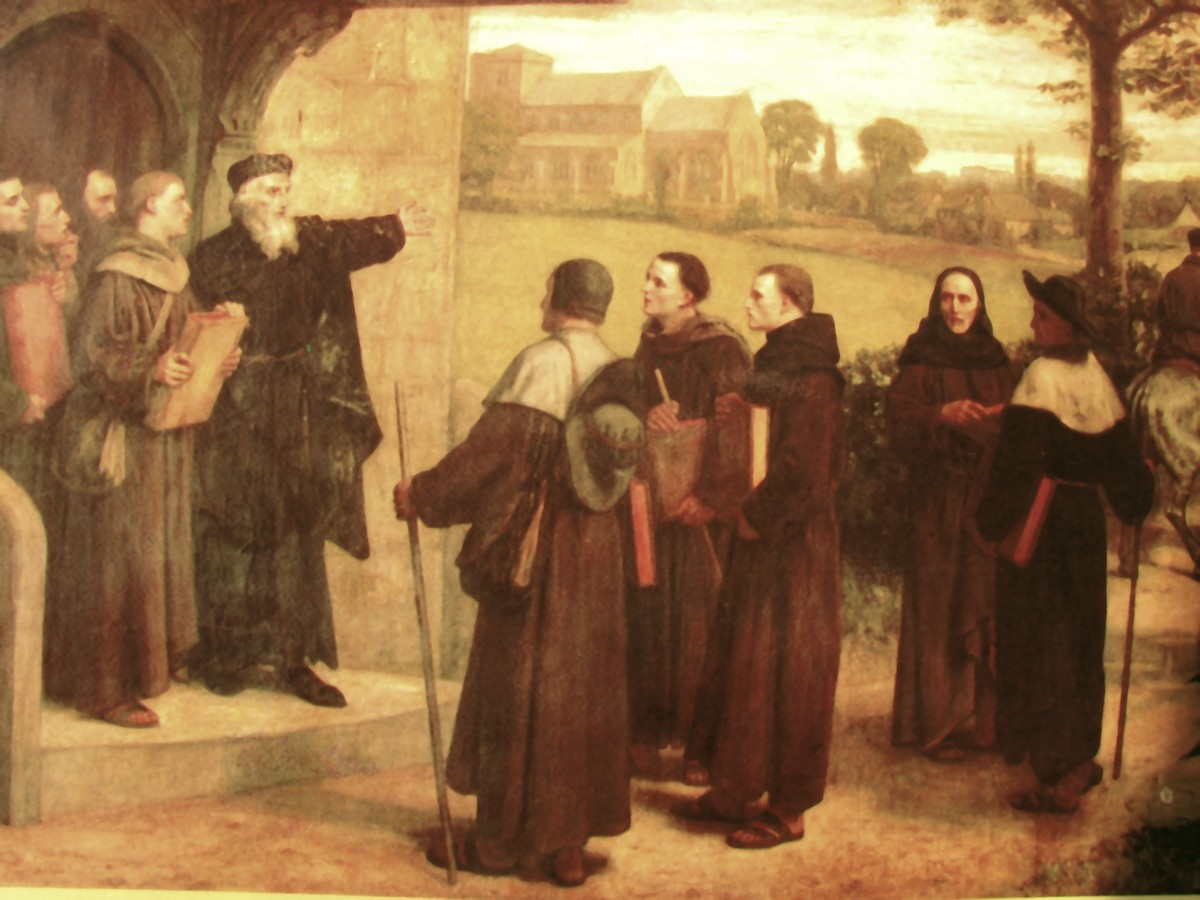
이 19 세기의 그림은 존 위클리프가 자기를 따르는 롤라드에게 자기의 이름이 있는 번역성경을 주는 것을 보여준다.

롤라드(Lollardy, Lollardry, Lollardism)는 14세기 중반부터 영국의 종교개혁에 이르기까지 있었던 종교운동이다. 이 운동의 시작은 존 위클리프였다. 그는 로마 카톨릭 신학자였는데 로마 카톨릭 교회에 대한 비판으로 1381년 옥스포드 대학에서 추방되었다. 롤라드들은 우선적으로 서구 기독교의 개혁을 요구하는 것이었다.

## 기원

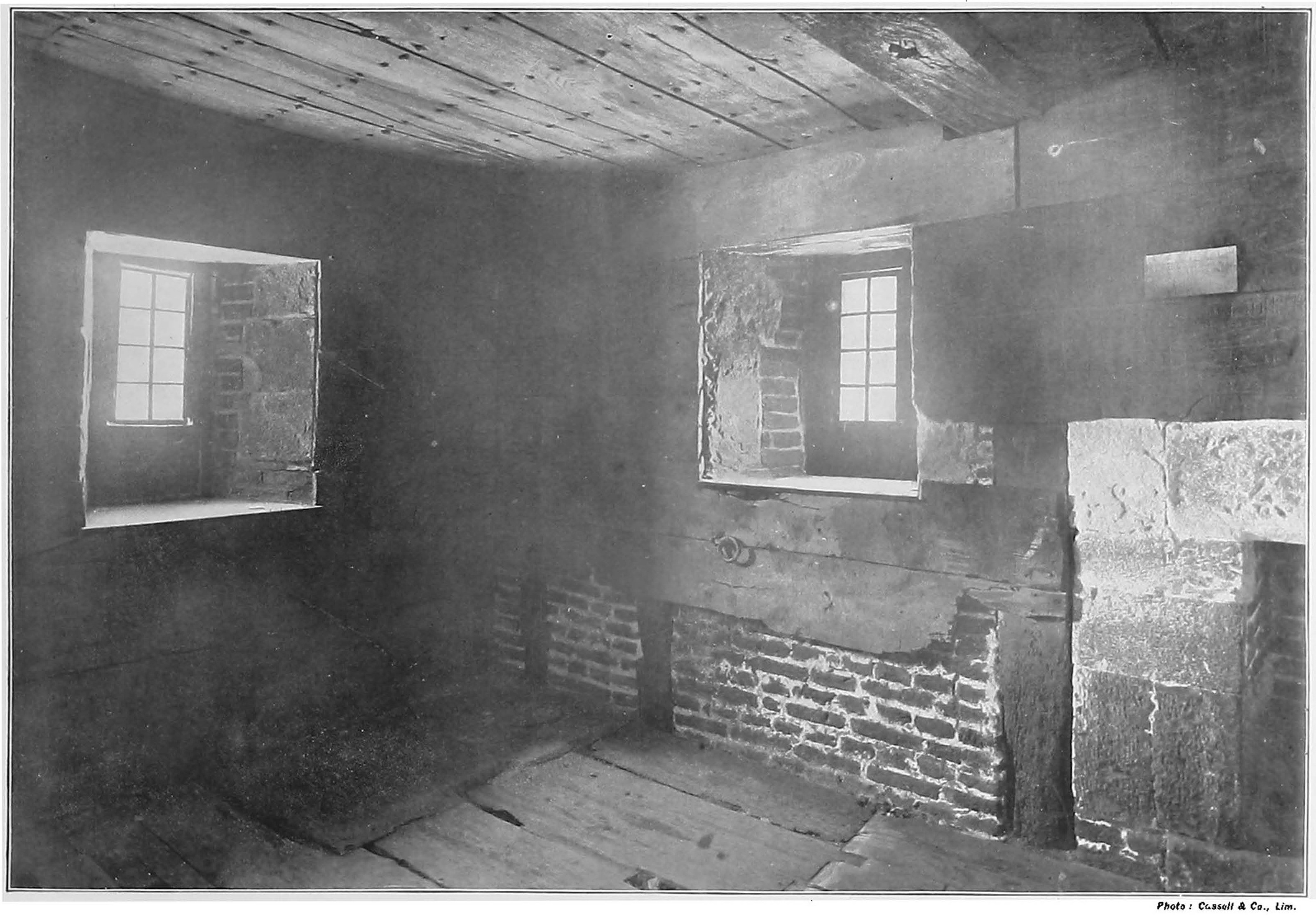
람베드 궁정에 있는 롤라드들의 감옥

Lollard, Lollardi 또는 Loller는 특별히 존 위클리프(John Wyclif)의 가르침을 따르는 자들로 영어로 교육을 받지 못한 것에 대한 경멸적 별명이었다. 성경을 영어로 번역함으로써 매우 열정적인 활동하였다.
15세기 중엽까지 "lollard"가 일반적으로 이단으로 간주되었다. 또 다른 단어 위클립파(Wycliffite)는 일반적으로 비슷한 의견을 가진 그들에 대한 중립적인 용어인데 학문적인 배경을 가진자들이다.
이 용어는 아일랜드계 영국의 성직자 헨리 쿠럼프(Henry Crumpe)에 의해 만들어졌다고 알려져 있지만 그 기원은 불확실하다. 옥스퍼드 영어 사전에 따르면, 그것은 중세 네덜란드어 동사 lollen(중얼거리다)의 명사형 lollaerd (중얼거리는 자)에서 아마도 파생되었을 것이다. 그것은 이단자로 인식되는 사람들에게 적용되는 표현 인 것처럼 보인다. 처음에는 프란치스칸과 나중에 위클리프 추종자들이다.

## 역사

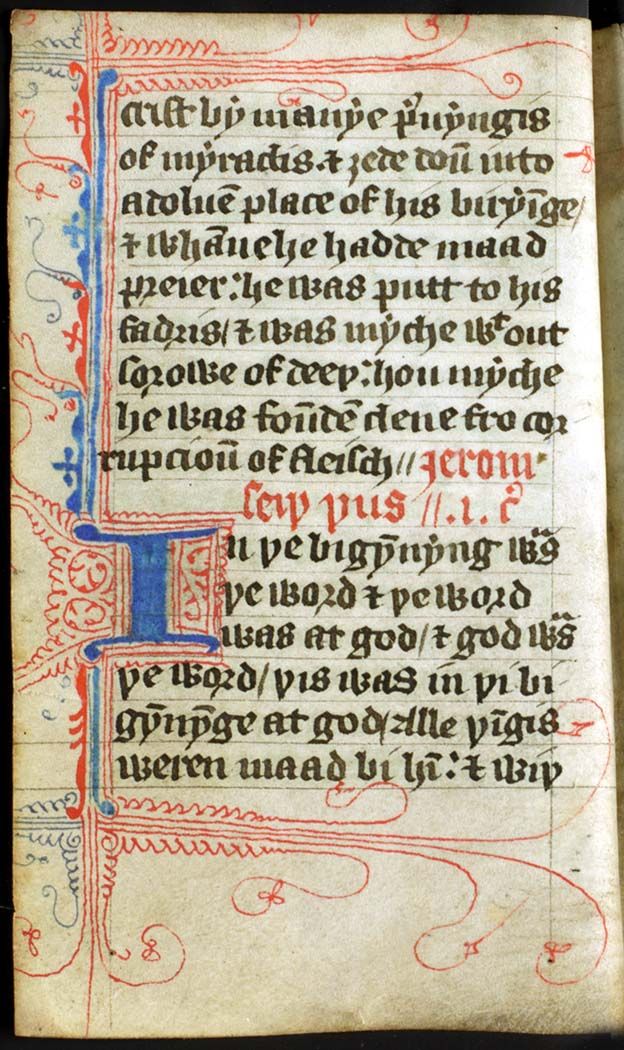
순회 롤라드 설교자에 의해 사용된 포겟위클리프성경에 있는 요한복음의 시작(14 세기 후반)

위클리프는 여러 해 동안 영국 대학가와 교계를 향해 초기 교회의 성서적인 유산으로 돌아가야 한다고 강조했다. 그러나 교회는 그의 가르침은 이단적이며 잘못되었다고 정죄했다. 위클리프 이전에는 가톨릭 교회는 성경을 라틴어로만 읽게 했으나 1382년 위클리프의 제자들은 가톨릭 교회와의 오랜 전통을 끊어버리고 신구약 성경을 영어로 번역했다. 1천년 동안의 전통을 깨고 유럽의 언어로 성경이 완역된 것은 처음이었다.
위클리프는 순회 설교자들을 조직하여 영국 국민들에게 직접 가르쳤다. 마르틴 루터가 비텐베르그 교회 문에 95개 조항을 붙이기 2세기 이전에 위클리프를 따르는 ‘가난한 사제들’은 영국 전역의 마을을 돌면서 영어로 설교했으며, 부패한 교회의 개혁을 부르짖었다. 롤라드 부흥운동은 기성교회로부터 심한 박해를 받았다.
1382년 그리스도의 승천 날에 영어로 첫 설교를 한 ‘롤라드’는 니콜라스 히어포드였는데, 이것은 영국 전역을 통해 하나님의 말씀을 보통 사람들에게 전하는 계기가 됐다. 역사가들은 위클리프를 ‘종교개혁의 아침 별’이라고 불렀다.
기성 교회는 이들 ‘가난한 사제들’을 ‘롤라드들’(Lollards)이라고 불렀다.
‘롤라드’ 부흥운동은 위클리프가 죽기 2년 전에 시작됐다. 위클리프의 가르침은 롤라드 부흥운동을 촉진시켜 다음 세대로 이어져서 15세기 초엽에는 영국인 두 사람 중 한 사람은 그의 가르침에 영향을 받았다.
위클리프는 교회의 부패를 공개적으로 비판했으며, 성경만이 모든 교리와 실천을 위한 궁극적인 권위라고 말했다. 교황도 성경의 가르침과 다른 말을 할 때는 믿어선 안된다고 함으로써 기성교회와 다른 입장을 취했다.
교황 그레고리 9세는 위클리프를 정죄했으며, 1382년에 켄터베리 주교의 지휘아래 공의회는 위클리프의 교리 24개 항목을 정죄했는데 10개항은 이단으로, 14개항은 잘못된 것으로 판결했다.
위클리프는 1384년 12월 31일 중풍으로 세상을 떠났다. 위클리프가 죽은 다음 44년이 지난 후에 교황은 칙령을 내려 위클리프의 사체를 발굴하여 이단으로 화형에 처하게 했으며, 그의 재를 자신이 목회하던 루터워스를 지나는 스위프트 강에 뿌리게 했다. 이것은 그에 대한 명예살인을 의미하는 것이다. 위클리프의 재가 강을 따라 바다로 흘러감과 동시에 그가 조직한 ‘가난한 사제들’(롤라드 부흥운동)의 복음은 영국을 넘어 유럽 대륙으로 계속 전달됐으며, 성도들의 운동으로 점차 확대되어 갔다. 1523년에 네덜란드의 신학자 에라스무스(Erasmus, 1466-1536)는 ‘롤라드’운동을 ‘정복되었으나 소멸되지 않는’ 부흥운동이라고 했다.

## 같이 보기
- 후스파
- 윌리엄 랭글런드
- 발도파

## 참조
- Margery Baxter
- Ecclesiae Regimen
- General Prologue of the Wycliffe Bible
- Jan Hus
- William Langland
- Nicholas Love (monk)|Nicholas Love
- Thomas Netter
- Piers Plowman
- Piers Plowman tradition
- Waldensians